# Ermengarde der Franken
Ermengarde der Franken, ook bekend als Ermengarde van Italië, (circa 852/855 - Vienne, 2 juni 896) was van 879 tot 887 koningin van Bourgondië en Italië. Ze behoorde tot de Karolingen-dynastie.

## Levensloop
Ermengarde was een dochter van koning Lodewijk II van Italië uit diens huwelijk met Engelberga van Parma. Toen haar vader in 869 met de Byzantijnse keizer Basileios I een bondgenootschap sloot tegen de Saracenen in Zuid-Italië, werd overwogen Ermengarde uit te huwelijken aan de Byzantijnse kroonprins Constantijn, plannen die uiteindelijk niet tot stand kwamen. 
Tussen mei en juni 876 huwde ze met Boso (844-887), graaf van Vienne die na de dood van haar vader in 875 de West-Frankische koning Karel de Kale vertegenwoordigde in Italië.
In mei 878 vingen Ermengarde en Boso in Arles paus Johannes VII op, die op de vlucht was geslagen voor de Saracenen. Na het overlijden van de West-Frankische koning Lodewijk de Stamelaar riep Boso zichzelf in oktober 879 uit tot koning van Provence en Bourgondië. Vervolgens hielp Ermengarde met succes de stad Vienne verdedigen tegen de belegeringstroepen van Boso's neven Karel III de Dikke, Lodewijk III en Karloman II, die aangevoerd werden door Boso's broer Richard I van Bourgondië en de machtsgreep van Boso in de Provence wilden tegenhouden. In augustus 881 liet Karel de Kale, inmiddels tot keizer van het Karolingische Rijk gekroond, Vienne opnieuw belegeren. Ditmaal werd de stad wel ingenomen en vervolgens geplunderd en platgebrand, terwijl Ermengarde en haar kinderen gedwongen werden om met haar schoonbroer Richard I van Bourgondië mee te gaan naar Autun en Boso naar de Provence vluchtte. In 884 sloten Boso en Karel de Kale vrede en huldigde Boso de keizer als leenheer van zijn gebieden.
Na de dood van haar echtgenoot in januari 887 werd haar minderjarige zoon Lodewijk de Blinde de nieuwe koning van Provence. Vervolgens verkoos de Provençaalse adel Ermengarde tot regentes, met de steun van haar schoonbroer Richard I van Bourgondië. In mei reisden Ermengarde en Lodewijk de Blinde naar het hof van Karel de Kale,  die haar jonge zoon erkende als koning. Karel adopteerde Lodewijk en stelde zowel moeder als zoon onder zijn bescherming. In mei 889 trok ze opnieuw naar het hof van Karels opvolger Arnulf van Karinthië, om hem te huldigen als leenheer van de Provence.
Ermengarde van Provence stierf in juli 896 en werd bijgezet in de Sint-Mauritskathedraal van Vienne.

## Voorouders
| Voorouders van Ermengarde der Franken  | Voorouders van Ermengarde der Franken                                 | Voorouders van Ermengarde der Franken                                 | Voorouders van Ermengarde der Franken                                 | Voorouders van Ermengarde der Franken                                 | Voorouders van Ermengarde der Franken                 | Voorouders van Ermengarde der Franken                 | Voorouders van Ermengarde der Franken                 | Voorouders van Ermengarde der Franken                 | Voorouders van Ermengarde der Franken                 | Voorouders van Ermengarde der Franken                 | Voorouders van Ermengarde der Franken                 | Voorouders van Ermengarde der Franken                 | Voorouders van Ermengarde der Franken                 | Voorouders van Ermengarde der Franken                 | Voorouders van Ermengarde der Franken                 | Voorouders van Ermengarde der Franken                 |
| -------------------------------------- | --------------------------------------------------------------------- | --------------------------------------------------------------------- | --------------------------------------------------------------------- | --------------------------------------------------------------------- | ----------------------------------------------------- | ----------------------------------------------------- | ----------------------------------------------------- | ----------------------------------------------------- | ----------------------------------------------------- | ----------------------------------------------------- | ----------------------------------------------------- | ----------------------------------------------------- | ----------------------------------------------------- | ----------------------------------------------------- | ----------------------------------------------------- | ----------------------------------------------------- |
| Bet- overgrootouders                   | Karel de Grote (747-814) ∞ Hildegard (758-783)                        | Karel de Grote (747-814) ∞ Hildegard (758-783)                        | Ingram van de Haspengouw (744-) ∞ Rotrud (-)                          | Ingram van de Haspengouw (744-) ∞ Rotrud (-)                          | ? (–) ∞ ? (-)                                         | ? (–) ∞ ? (-)                                         | ? (–) ∞ ? (-)                                         | ? (–) ∞ ? (-)                                         | ? (–) ∞ ? (-)                                         | ? (–) ∞ ? (-)                                         | ? (–) ∞ ? (-)                                         | ? (–) ∞ ? (-)                                         | ? (–) ∞ ? (-)                                         | ? (–) ∞ ? (-)                                         | ? (–) ∞ ? (-)                                         | ? (–) ∞ ? (-)                                         |
| Overgrootouders                        | Lodewijk I (de Vrome) (778-840) ∞ Ermengarde van Haspengouw (778-818) | Lodewijk I (de Vrome) (778-840) ∞ Ermengarde van Haspengouw (778-818) | Lodewijk I (de Vrome) (778-840) ∞ Ermengarde van Haspengouw (778-818) | Lodewijk I (de Vrome) (778-840) ∞ Ermengarde van Haspengouw (778-818) | Hugo van Tours (775-837) ∞ Ava van Morvois (-)        | Hugo van Tours (775-837) ∞ Ava van Morvois (-)        | Hugo van Tours (775-837) ∞ Ava van Morvois (-)        | Hugo van Tours (775-837) ∞ Ava van Morvois (-)        | vermoedelijk Suppo I van Spoleto (-) ∞ ? (-)          | vermoedelijk Suppo I van Spoleto (-) ∞ ? (-)          | vermoedelijk Suppo I van Spoleto (-) ∞ ? (-)          | vermoedelijk Suppo I van Spoleto (-) ∞ ? (-)          | ? (-) ∞ ? (-)                                         | ? (-) ∞ ? (-)                                         | ? (-) ∞ ? (-)                                         | ? (-) ∞ ? (-)                                         |
| Grootouders                            | Lotharius I (795-855) ∞ Irmgard (805-851)                             | Lotharius I (795-855) ∞ Irmgard (805-851)                             | Lotharius I (795-855) ∞ Irmgard (805-851)                             | Lotharius I (795-855) ∞ Irmgard (805-851)                             | Lotharius I (795-855) ∞ Irmgard (805-851)             | Lotharius I (795-855) ∞ Irmgard (805-851)             | Lotharius I (795-855) ∞ Irmgard (805-851)             | Lotharius I (795-855) ∞ Irmgard (805-851)             | vermoedelijk Adelchis I van Parma (-) ∞ ? (-)         | vermoedelijk Adelchis I van Parma (-) ∞ ? (-)         | vermoedelijk Adelchis I van Parma (-) ∞ ? (-)         | vermoedelijk Adelchis I van Parma (-) ∞ ? (-)         | vermoedelijk Adelchis I van Parma (-) ∞ ? (-)         | vermoedelijk Adelchis I van Parma (-) ∞ ? (-)         | vermoedelijk Adelchis I van Parma (-) ∞ ? (-)         | vermoedelijk Adelchis I van Parma (-) ∞ ? (-)         |
| Ouders                                 | Lodewijk II van Italië (-) ∞ Engelberga van Parma (-)                 | Lodewijk II van Italië (-) ∞ Engelberga van Parma (-)                 | Lodewijk II van Italië (-) ∞ Engelberga van Parma (-)                 | Lodewijk II van Italië (-) ∞ Engelberga van Parma (-)                 | Lodewijk II van Italië (-) ∞ Engelberga van Parma (-) | Lodewijk II van Italië (-) ∞ Engelberga van Parma (-) | Lodewijk II van Italië (-) ∞ Engelberga van Parma (-) | Lodewijk II van Italië (-) ∞ Engelberga van Parma (-) | Lodewijk II van Italië (-) ∞ Engelberga van Parma (-) | Lodewijk II van Italië (-) ∞ Engelberga van Parma (-) | Lodewijk II van Italië (-) ∞ Engelberga van Parma (-) | Lodewijk II van Italië (-) ∞ Engelberga van Parma (-) | Lodewijk II van Italië (-) ∞ Engelberga van Parma (-) | Lodewijk II van Italië (-) ∞ Engelberga van Parma (-) | Lodewijk II van Italië (-) ∞ Engelberga van Parma (-) | Lodewijk II van Italië (-) ∞ Engelberga van Parma (-) |
| Ermengarde der Franken (852/855 – 896) |                                                                       |                                                                       |                                                                       |                                                                       |                                                       |                                                       |                                                       |                                                       |                                                       |                                                       |                                                       |                                                       |                                                       |                                                       |                                                       |                                                       |

## Nakomelingen
Ermengarde en haar echtgenoot Boso kregen volgende kinderen:
- Engelberga, huwde eerst met koning Karloman II van Frankrijk en daarna met hertog Willem I van Aquitanië
- Irmgard (877 - na 924), huwde met graaf Manasses van Dijon
- Lodewijk de Blinde (880-923), koning van Provence